# مسابقات قهرمانی کشتی زیر ۲۳ سال جهان ۲۰۲۳
مسابقات قهرمانی کشتی زیر ۲۳ جهان ۲۰۲۳ ششمین دورۀ مسابقات قهرمانی کشتی زیر ۲۳ سال جهان است که از ۲۳ تا ۲۹ اکتبر (۱ تا ۷ آبان) در تیرانا، آلبانی برگزار شد. پس از مشخص شدن آلبانی به عنوان میزبان، دولت آلبانی اعلام کرد که به دلیل اختلافات سیاسی روادید تیم ملی کشتی ایران را صادر نخواهدکرد.

## جدول مدال‌ها
*   کشور میزبان (آلبانی)
| رتبه            | کشور                  | طلا | نقره | برنز | مجموع |
| --------------- | --------------------- | --- | ---- | ---- | ----- |
| –               | ورزشکاران مجاز بی طرف | ۱۱  | ۴    | ۸    | ۲۳    |
| ۱               | ژاپن                  | ۵   | ۳    | ۴    | ۱۲    |
| ۲               | ایالات متحده آمریکا   | ۵   | ۲    | ۲    | ۹     |
| ۳               | ترکیه                 | ۳   | ۴    | ۵    | ۱۲    |
| ۴               | مولدووا               | ۲   | ۳    | ۱    | ۶     |
| ۵               | اوکراین               | ۱   | ۳    | ۵    | ۹     |
| ۶               | اتحادیه جهانی کشتی    | ۱   | ۲    | ۶    | ۹     |
| ۷               | قزاقستان              | ۱   | ۲    | ۲    | ۵     |
| ۸               | گرجستان               | ۱   | ۱    | ۳    | ۵     |
| ۹               | آذربایجان             | ۰   | ۴    | ۷    | ۱۱    |
| ۱۰              | ارمنستان              | ۰   | ۱    | ۲    | ۳     |
| ۱۱              | کرواسی                | ۰   | ۱    | ۱    | ۲     |
| ۱۲              | قرقیزستان             | ۰   | ۰    | ۳    | ۳     |
| ۱۳              | آلمان                 | ۰   | ۰    | ۲    | ۲     |
| ۱۴              | رومانی                | ۰   | ۰    | ۱    | ۱     |
| ۱۴              | سوئد                  | ۰   | ۰    | ۱    | ۱     |
| ۱۴              | فرانسه                | ۰   | ۰    | ۱    | ۱     |
| ۱۴              | لهستان                | ۰   | ۰    | ۱    | ۱     |
| ۱۴              | لیتوانی               | ۰   | ۰    | ۱    | ۱     |
| ۱۴              | مجارستان              | ۰   | ۰    | ۱    | ۱     |
| ۱۴              | مصر                   | ۰   | ۰    | ۱    | ۱     |
| ۱۴              | مغولستان              | ۰   | ۰    | ۱    | ۱     |
| ۱۴              | یونان                 | ۰   | ۰    | ۱    | ۱     |
| مجموع (۲۲ کشور) | مجموع (۲۲ کشور)       | ۳۰  | ۳۰   | ۶۰   | ۱۲۰   |

## رتبه‌بندی تیمی
| رتبه | آزاد مردان          | آزاد مردان | فرنگی مردان        | فرنگی مردان | آزاد زنان           | آزاد زنان |
| رتبه | تیم                 | امتیاز     | تیم                | امتیاز      | تیم                 | امتیاز    |
| ---- | ------------------- | ---------- | ------------------ | ----------- | ------------------- | --------- |
| ۱    | ایالات متحده آمریکا | ۱۴۸        | ترکیه              | ۱۲۱         | ژاپن                | ۱۵۹       |
| ۲    | ترکیه               | ۱۱۳        | جمهوری آذربایجان   | ۹۳          | اوکراین             | ۱۴۶       |
| ۳    | جمهوری آذربایجان    | ۸۷         | گرجستان            | ۷۸          | اتحادیه جهانی کشتی  | ۱۳۴       |
| ۴    | اتحادیه جهانی کشتی  | ۸۶         | ارمنستان           | ۷۷          | ایالات متحده آمریکا | ۹۵        |
| ۵    | ژاپن                | ۷۱         | قزاقستان           | ۶۳          | ترکیه               | ۸۰        |
| ۶    | مولدووا             | ۶۶         | اوکراین            | ۶۲          | کانادا              | ۵۸        |
| ۷    | گرجستان             | ۶۴         | ژاپن               | ۴۷          | قزاقستان            | ۵۶        |
| ۸    | قزاقستان            | ۶۰         | مولدووا            | ۴۴          | مولدووا             | ۵۱        |
| ۹    | ارمنستان            | ۵۱         | اتحادیه جهانی کشتی | ۴۳          | جمهوری آذربایجان    | ۳۵        |
| ۱۰   | قرقیزستان           | ۳۶         | قرقیزستان          | ۴۱          | رومانی              | ۳۱        |

## خلاصه مدال ها

### آزاد مردان
| رویداد | طلا                                    | نقره                              | برنز                                |
| ------ | -------------------------------------- | --------------------------------- | ----------------------------------- |
| ۵۷ ک‌گ  | ناچین مونگوش · دوندگان مجاز بی‌طرف      | مانول خنذرتسیان · ارمنستان        | بکزات آلماز اولو · قرقیزستان        |
| ۵۷ ک‌گ  | ناچین مونگوش · دوندگان مجاز بی‌طرف      | مانول خنذرتسیان · ارمنستان        | باتخویاگین منخ-اردن · مغولستان      |
| ۶۱ ک‌گ  | بشیر ماگومدوف · دوندگان مجاز بی‌طرف     | آسیلژان یسنگلدی · قزاقستان        | مژلوم مژلومیان · ارمنستان           |
| ۶۱ ک‌گ  | بشیر ماگومدوف · دوندگان مجاز بی‌طرف     | آسیلژان یسنگلدی · قزاقستان        | تایربک ژوماشبک اولو · قرقیزستان     |
| ۶۵ ک‌گ  | ابراگیم ابراگیموف · دوندگان مجاز بی‌طرف | زیرالدین بایراموف · آذربایجان     | براک هاردی · ایالات متحده آمریکا    |
| ۶۵ ک‌گ  | ابراگیم ابراگیموف · دوندگان مجاز بی‌طرف | زیرالدین بایراموف · آذربایجان     | عبدالله توپراک · ترکیه              |
| ۷۰ ک‌گ  | اینالبک شریف · دوندگان مجاز بی‌طرف      | یوشینوسوکه آئویاگی · ژاپن         | گئورگی الباکیدزه · گرجستان          |
| ۷۰ ک‌گ  | اینالبک شریف · دوندگان مجاز بی‌طرف      | یوشینوسوکه آئویاگی · ژاپن         | کانان هیباتوف · آذربایجان           |
| ۷۴ ک‌گ  | کیگان اوتول · ایالات متحده آمریکا      | امام گانیشوف · دوندگان مجاز بی‌طرف | هیکارو تاکاتا · ژاپن                |
| ۷۴ ک‌گ  | کیگان اوتول · ایالات متحده آمریکا      | امام گانیشوف · دوندگان مجاز بی‌طرف | نوین مالیک اتحادیه جهانی کشتی       |
| ۷۹ ک‌گ  | ماگومد ماگومایف · دوندگان مجاز بی‌طرف   | اشرف اشیروف · آذربایجان           | ولادیمیر گامکرلیدزه · گرجستان       |
| ۷۹ ک‌گ  | ماگومد ماگومایف · دوندگان مجاز بی‌طرف   | اشرف اشیروف · آذربایجان           | ساگار جاگلان اتحادیه جهانی کشتی     |
| ۸۶ ک‌گ  | ائرن بروکس · ایالات متحده آمریکا       | تاتسویا شیرای · ژاپن              | ارسلان باگایف · دوندگان مجاز بی‌طرف  |
| ۸۶ ک‌گ  | ائرن بروکس · ایالات متحده آمریکا       | تاتسویا شیرای · ژاپن              | جاشوا مورودیون · آلمان              |
| ۹۲ ک‌گ  | محمد گیمری · ترکیه                     | ایون دمیان · مولدووا              | جیکوب کاردناس · ایالات متحده آمریکا |
| ۹۲ ک‌گ  | محمد گیمری · ترکیه                     | ایون دمیان · مولدووا              | عبدالجلیل شعبان‌اف · آذربایجان       |
| ۹۷ ک‌گ  | آیزاک ترامبل · ایالات متحده آمریکا     | رادو لفتر · مولدووا               | سرگئی کوزیریف · دوندگان مجاز بی‌طرف  |
| ۹۷ ک‌گ  | آیزاک ترامبل · ایالات متحده آمریکا     | رادو لفتر · مولدووا               | اوکتای چیفتچی · ترکیه               |
| ۱۲۵ ک‌گ | وایات هندریکسون · ایالات متحده آمریکا  | عادل میسیرجی · ترکیه              | عظمت خسونوف · یونان                 |
| ۱۲۵ ک‌گ | وایات هندریکسون · ایالات متحده آمریکا  | عادل میسیرجی · ترکیه              | واخیت گالایف · آذربایجان            |

### فرنگی مردان
| رویداد | طلا                                    | نقره                               | برنز                               |
| ------ | -------------------------------------- | ---------------------------------- | ---------------------------------- |
| ۵۵ ک‌گ  | گئورگی توخادزه · گرجستان               | اسخار کوربایف · قزاقستان           | فرید صدیخلی · آذربایجان            |
| ۵۵ ک‌گ  | گئورگی توخادزه · گرجستان               | اسخار کوربایف · قزاقستان           | آدم اوزون · ترکیه                  |
| ۶۰ ک‌گ  | انور الله‌یاروف · دوندگان مجاز بی‌طرف    | مئو بریدزه · گرجستان               | مرت ایلبرس · ترکیه                 |
| ۶۰ ک‌گ  | انور الله‌یاروف · دوندگان مجاز بی‌طرف    | مئو بریدزه · گرجستان               | سامیت دلال اتحادیه جهانی کشتی      |
| ۶۳ ک‌گ  | رحمان تاومورزایف · دوندگان مجاز بی‌طرف  | هلب ماکارانکا · دوندگان مجاز بی‌طرف | ویتالی اریومنکو · مولدووا          |
| ۶۳ ک‌گ  | رحمان تاومورزایف · دوندگان مجاز بی‌طرف  | هلب ماکارانکا · دوندگان مجاز بی‌طرف | چیزو مارویاما · ژاپن               |
| ۶۷ ک‌گ  | سلطان آسیتولی · قزاقستان               | مصطفی ییلدیریم · ترکیه             | هاروتو یابه · ژاپن                 |
| ۶۷ ک‌گ  | سلطان آسیتولی · قزاقستان               | مصطفی ییلدیریم · ترکیه             | مسلم ایمادایف · دوندگان مجاز بی‌طرف |
| ۷۲ ک‌گ  | دیمیتری آداموف · دوندگان مجاز بی‌طرف    | عرفان میرزویف · اوکراین            | شانت خاچاتریان · ارمنستان          |
| ۷۲ ک‌گ  | دیمیتری آداموف · دوندگان مجاز بی‌طرف    | عرفان میرزویف · اوکراین            | روسلان نورولایف · آذربایجان        |
| ۷۷ ک‌گ  | الکساندرین گوتو · مولدووا              | خسای حسنلی · آذربایجان             | خویچا آنانیدزه · گرجستان           |
| ۷۷ ک‌گ  | الکساندرین گوتو · مولدووا              | خسای حسنلی · آذربایجان             | یریسکلدی ماکساتبک اولو · قرقیزستان |
| ۸۲ ک‌گ  | آئوس گونیبوف · دوندگان مجاز بی‌طرف      | آلپرن بربر · ترکیه                 | عماد ابوالعطا · مصر                |
| ۸۲ ک‌گ  | آئوس گونیبوف · دوندگان مجاز بی‌طرف      | آلپرن بربر · ترکیه                 | کارلو کودریچ · کرواسی              |
| ۸۷ ک‌گ  | ماگومد مورتازعلیف · دوندگان مجاز بی‌طرف | ماتی مندیچ · کرواسی                | شیمون شیمونوویچ · لهستان           |
| ۸۷ ک‌گ  | ماگومد مورتازعلیف · دوندگان مجاز بی‌طرف | ماتی مندیچ · کرواسی                | ایستوان تاکایچ · مجارستان          |
| ۹۷ ک‌گ  | پاول هلینچوک · دوندگان مجاز بی‌طرف      | مصطفی اولگون · ترکیه               | یوری ناکازاتو · ژاپن               |
| ۹۷ ک‌گ  | پاول هلینچوک · دوندگان مجاز بی‌طرف      | مصطفی اولگون · ترکیه               | لوکاس لازوگیانیس · آلمان           |
| ۱۳۰ ک‌گ | حمزه باکر · ترکیه                      | میخایلو ویشنیوسکی · اوکراین        | میخائیل لاپتف · دوندگان مجاز بی‌طرف |
| ۱۳۰ ک‌گ | حمزه باکر · ترکیه                      | میخایلو ویشنیوسکی · اوکراین        | سرخان ممدوف · آذربایجان            |

### آزاد زنان
| رویداد | طلا                             | نقره                                | برنز                                     |
| ------ | ------------------------------- | ----------------------------------- | ---------------------------------------- |
| ۵۰ ک‌گ  | اومی ایتو · ژاپن                | آدری خیمنز · ایالات متحده آمریکا    | اما لوتناور · فرانسه                     |
| ۵۰ ک‌گ  | اومی ایتو · ژاپن                | آدری خیمنز · ایالات متحده آمریکا    | النورا ممدوا · آذربایجان                 |
| ۵۳ ک‌گ  | ماکو اونو · ژاپن                | ماریانا دراگوتان · مولدووا          | آلتین شاگایوا · قزاقستان                 |
| ۵۳ ک‌گ  | ماکو اونو · ژاپن                | ماریانا دراگوتان · مولدووا          | لیلیا مالانچوک · اوکراین                 |
| ۵۵ ک‌گ  | اومی ایمای · ژاپن               | نها شارما اتحادیه جهانی کشتی        | آرینا مارتیناوا · دوندگان مجاز بی‌طرف     |
| ۵۵ ک‌گ  | اومی ایمای · ژاپن               | نها شارما اتحادیه جهانی کشتی        | آندریا آنا · رومانی                      |
| ۵۷ ک‌گ  | سارا ناتامی · ژاپن              | ژالا علیف · آذربایجان               | الویرا کمالوغلو · ترکیه                  |
| ۵۷ ک‌گ  | سارا ناتامی · ژاپن              | ژالا علیف · آذربایجان               | رینا سانگوان اتحادیه جهانی کشتی          |
| ۵۹ ک‌گ  | سولومیا وینیک · اوکراین         | سنا ناگاموتو · ژاپن                 | نیتیکا سانسانوال اتحادیه جهانی کشتی      |
| ۵۹ ک‌گ  | سولومیا وینیک · اوکراین         | سنا ناگاموتو · ژاپن                 | آناستازیا سیدلنیکوا · دوندگان مجاز بی‌طرف |
| ۶۲ ک‌گ  | یوزوکا ایناگاکی · ژاپن          | ایرینا بوندار · اوکراین             | ایرینا کوزنتسوا · قزاقستان               |
| ۶۲ ک‌گ  | یوزوکا ایناگاکی · ژاپن          | ایرینا بوندار · اوکراین             | آلینا کاسابیوا · دوندگان مجاز بی‌طرف      |
| ۶۵ ک‌گ  | ایرینا رینگاچی · مولدووا        | آمینا تاندلووا · دوندگان مجاز بی‌طرف | یولیا لسکووتس · اوکراین                  |
| ۶۵ ک‌گ  | ایرینا رینگاچی · مولدووا        | آمینا تاندلووا · دوندگان مجاز بی‌طرف | مونیکا اتحادیه جهانی کشتی                |
| ۶۸ ک‌گ  | نسرین باش · ترکیه               | آلینا شاوچوک · دوندگان مجاز بی‌طرف   | مانولا اسکوبلسکا · اوکراین               |
| ۶۸ ک‌گ  | نسرین باش · ترکیه               | آلینا شاوچوک · دوندگان مجاز بی‌طرف   | تیندرا شوبرگ · سوئد                      |
| ۷۲ ک‌گ  | آمیت الور · ایالات متحده آمریکا | جیوتی بروال اتحادیه جهانی کشتی      | ایرینا زابلوتسکا · اوکراین               |
| ۷۲ ک‌گ  | آمیت الور · ایالات متحده آمریکا | جیوتی بروال اتحادیه جهانی کشتی      | ویکتوریا رادزکووا · دوندگان مجاز بی‌طرف   |
| ۷۶ ک‌گ  | ریتیکا هودا اتحادیه جهانی کشتی  | کندی بلیدز · ایالات متحده آمریکا    | کامیله گائوچایته · لیتوانی               |
| ۷۶ ک‌گ  | ریتیکا هودا اتحادیه جهانی کشتی  | کندی بلیدز · ایالات متحده آمریکا    | آناستازیا آلپیهوا · اوکراین              |

## نکته ها
1. ↑  در نتیجه تحریم های اعمال شده در پی حمله روسیه به اوکراین در سال ۲۰۲۲، کشتی گیران روسیه و بلاروس مجاز به استفاده از نام، پرچم یا سرود روسیه یا بلاروس نبودند. آنها در عوض به عنوان ورزشکاران خنثی انفرادی طبق تصمیم کمیته بین‌المللی المپیک که توسط اتحادیه جهانی کشتی اجرا شد، شرکت کردند. اصلاً هیچ پرچمی، حتی پرچم اتحادیه جهانی کشتی برای این هیئت ها استفاده نشد. اتحادیه جهانی کشتی مدال های کسب شده توسط این کشتی گیران را در جدول رسمی مدال ها لحاظ نمی کند، نتایج آنها در رده بندی تیمی محاسبه نشده است.
2. ↑  در نتیجه تحریم‌های اتحادیه جهانی کشتی که فدراسیون کشتی هند
 را به دلیل عدم برگزاری به موقع انتخابات خود اعمال کرد، کشتی‌گیران هندی اجازه استفاده از نام، پرچم یا سرود هند را نداشتند. آنها در عوض با نام و پرچم اتحادیه جهانی کشتی (UWW) شرکت کردند.